# Безумље
Безумље (лат. Tenebrae; досл. Тама) је италијански ђало хорор филм из 1982. године, режисера Дарија Арђента, са Ентонијем Франсиозом, Даријом Николоди и Џоном Саксоном у главним улогама. Централни лик филма је амерички писац, Питер Нил, који долази у Рим ради промоције свог новог бестселера, Безумље. Филм се сматра Арђентовим одговором на бројне критике које су му биле упућене због сцена бруталних убистава жена у његовим претходним филмовима.
После стицања планетарне славе натприродним хорорима, као што су Суспирија и Инферно, Арђенто је одлучио да се врати својим стандардним „ђало” филмовима. Иако је био забрањен све до 1999, филм је касније стекао култни статус и сматра се једним од Арђентових најбољих филмова. Остварио је солидну зараду у Европи, мада није успео да понови успех својих претходника.
Филм је делом инспирисан Баскервилским псом (чак су и цитиране поједине реченице из књиге), док је послужио као инспирација за Несаломиве Брајана де Палме и Духове прошлости Роберта Земекиса. Једно од убистава са краја филма послужило је као инспирација Квентину Тарантину за сцене у филму Убити Била.

## Радња
Питер Нил је амерички писац који долази у Рим на промоцију своје нове књиге, Безумље. Одмах по доласку, сазнаје да је једна девојка убијена на сличан начин описан у његовој књизи и да су странице књиге пронађене на лешу...

## Улоге
| Глумац            | Улога             |
| ----------------- | ----------------- |
| Ентони Франсиоза  | Питер Нил         |
| Дарија Николоди   | Ен                |
| Џон Саксон        | Балмер            |
| Ђулијано Ђема     | детектив Ђермани  |
| Мирела ди Анђело  | Тилда             |
| Џон Штајнер       | Кристијано Берти  |
| Вероника Ларио    | Џејн Макероу      |
| Кристијан Боромео | Ђани              |
| Лара Вендел       | Марија Алборето   |
| Ања Пјерони       | Елза Мани         |
| Мирела Банти      | Марион            |
| Карола Стагнаро   | детектив Алтијери |
| Ева Робинс        | девојка на плажи  |
| Тереза Расел      | Енин глас         |
| Дарио Арђенто     | глас и руке убице |
| Ламберто Бава     | механичар         |

Арђенто је наставио сарадњу са супругом, Даријом Николоди, после филмова Тамно црвено, Суспирија и Инферно. Осим Николоди у хорор жанру прославио се и Џон Саксон улогом детектива Фулера у Црном Божићу, а нешто касније стекао је још већу славу улогом Доналда Томпсона у серијалу филмова Страва у Улици брестова. Франсиоза је најпознатији по улози у драми Дуго топло лето.